# Enrico Arbarello
Enrico Arbarello (26 de novembro de 1945) é um matemático italiano, especialista em geometria algébrica.
Obteve um Ph.D. na Universidade Columbia em 1973. Foi professor visitante no Instituto de Estudos Avançados de Princeton em 1993-1994. É professor de matemática da Universidade de Roma "La Sapienza". Em 2012 foi eleito fellow da American Mathematical Society.
Foi palestrante do Congresso Internacional de Matemáticos em Berkeley (1986).